# Spilosoma erubescens
Spilosoma erubescens är en fjärilsart som beskrevs av Moore 1877. Spilosoma erubescens ingår i släktet Spilosoma och familjen björnspinnare. Inga underarter finns listade i Catalogue of Life.